# São Gonçalo do Rio Preto
São Gonçalo do Rio Preto là một đô thị thuộc bang Minas Gerais, Brasil. Đô thị này có diện tích 313,218 km², dân số năm 2007 là 3124 người, mật độ 9,4 người/km².